# Leigné-sur-Usseau
Leigné-sur-Usseau é uma comuna francesa na região administrativa da Nova Aquitânia, no departamento de Vienne. Estende-se por uma área de 11,23 km². Em 2010 a comuna tinha 464 habitantes (densidade: 41,3 hab./km²).